# Силвија Хукс
Силвија Гертрудис Мартина Хукс је холандска глумица. Освојила је награду Златни филм за глуму у филмовима Tirza (2010) и De Bende van Oss (2011).

## Биографија
Хукс је рођена у граду Мархиз на југу Холандије. Са 14 година почела је да путује по Европи као модел. Након завршене средње школе уписала је школу за глуму. Прву већу улогу имала је у филму Duska, када је постала позната у Холандији. Убрзо је почела да добија понуде да глуми и у филмовима и у позоришним представама.
У филму Олуја добија главну улогу. Филм постаје хит у Холандији, а приказан је на неколико страних фестивала.

## Филмографија
Филм
- Duska (2007)
- The Storm (2009)
- Tirza (2010)
- De Bende van Oss (2011)
- Дјевојка и смрт (2012)
- Најбоља понуда (2013)
- Bro's Before Ho's (2013)
- Blade Runner 2049 (2017)